# 腾冲府
腾冲府，中国古代的府。
大理国以软化府改置，治所在今云南省腾冲县。辖境相当今云南省高黎贡山和腾冲、梁河、盈江、陇川、瑞丽等市县以西至那加山脉。元朝至元十一年（1274年）改置腾越州，十四年复置腾冲府。属大理路。明朝洪武十五年（1382年）直属云南省，二十三年废。 